# Roussel de Bailleul
Roussel de Bailleul (zm. 1077) – normański najemnik w armii bizantyjskiej.

## Życiorys
Po zdradzie swoich poprzedników, dowodził trzytysięcznym oddziałem zachodniego rycerstwa. Sam odstąpił, w czasie bitwy pod Manzikertem, cesarza Romana IV Diogenesa. Jako że jego pułk wrócił po bitwie do Konstantynopola, nowy cesarz Michał VII Dukas wzmocnił go niewielką armią bizantyjską pod dowództwem Izaaka Komnena, brata przyszłego cesarza Aleksego I Komnena i wysłał przeciw Turkom. Roussel, który pragnął założyć księstwo normańskie w Anatolii, zdradził ponownie i z Turkami uderzył na armię Izaaka Komnena. Pod Amorium rozbił wysłaną przeciwko niemu ekspedycję, a wziętego do niewoli Jana Dukasa ogłosił cesarzem. Michał VII Dukas zwrócił się o pomoc do późniejszego sułtana Rumu Sulajmana Ibn Kutlumisza, który rozbił armię Roussela. Ostatecznie Normanów pokonał Aleksy Komnen (późniejszy cesarz). Roussel de Bailleul został pojmany i wtrącony do więzienia. Jednak w czasie walk o władzę między Niceforem III Botaniatesem, Komnenami i Dukasami został uwolniony. Po kolejnej zdradzie został schwytany i stracony.